# 찐장
찐장(베트남어: Trịnh Giang / 鄭杠 정강, 1711년 10월 14일(음력 9월 3일) ~ 1761년 12월 30일(음력 12월 5일))은 대월 후 레 왕조의 정치인, 찐 주의 제8대 왕(재위: 1729년 ~ 1740년)이다. 또 다른이름은 찐끄엉(베트남어: Trịnh Cương / 鄭橿 정강)이다. 봉호는 위남왕(베트남어: Uy Nam Vương / 威南王)이다. 역사상 찐장에 대한 평가는 좋지 않아 그를 황음하고 사치하며 잔폭무능한 군주로 묘사하고 있다.

## 생애
빈틴 7년 9월 3일(1711년 10월 14일), 찐끄엉의 첫째 아들로 태어났다.
빈틴 16년(1720년) 5월, 세자(世子)로 책봉되었다.
바오타이 8년 10월 17일(1727년 11월 29일), 흠차절제각처수보제영(欽差節制各處水步諸營) 겸 남정기(攬政機) 겸 태위(太尉) 겸 성국공(Thịnh Quốc Công/盛國公)으로 진봉되었고, 전국부(奠國府)를 설치하였다.
빈카인 원년 11월 28일(1730년 1월 16일), 찐끄엉이 사망하고 찐장이 뒤를 이었다.
빈카인 2년(1730년) 4월, 원수총국정(元帥總國政) 겸 위남왕(Uy Nam Vương/威南王)으로 진봉되었다.
빈카인 4년 8월 22일(1732년 10월 10일), 찐장이 황제 레주이프엉을 폐위하여 혼덕공(昏德公)으로 강봉하고 그를 가둔 뒤 레 순종을 옹립하였으며, 롱득으로 개원하였다. 그해 8월 28일(1732년 10월 16일), 순종은 찐장을 대원수총국정(大元帥總國政) 겸 상사(上師) 겸 위왕(Uy Vương/威王)으로 진봉하였다.
롱득 3년(1734년) 10월, 대원수총국정(大元帥總國政) 겸 상사(尙師) 겸 태부(太父) 겸 총덕영의성공위왕(聰德英毅聖功威王)으로 진봉되었다.
빈흐우 원년(1735년), 혼덕공 레주이프엉을 죽였다.
빈흐우 5년(1739년) 9월, 대원수총국정(大元帥總國政) 겸 상사(尙師) 겸 태부(太父) 겸 총덕영의성공박달무화수유유의정왕(聰德英毅聖功博達懋和綏猷裕義貞王)으로 진봉되었다. 정왕(Trinh Vương/貞王)은 이후 전왕(Toàn Vương/全王)으로 재진봉되었다. 이와 동시에 찐장은 응우옌짝루언(阮卓倫)과 쩐반호안(陳文煥) 등을 시켜 청나라의 흠사(欽使)로 가장하게 한 뒤 자신을 안남국상왕(安南國上王)으로 가봉하게 하였다.
찐장의 통치 기간 동안 베트남 북방 지역에는 토지를 잃은 농민들이 점점 많아지고 있었으나 찐장은 이를 바로잡을 생각을 하지 않고 지나치게 낭비하는 생활을 지속하였다. 이는 농민들과 지배층 간에 틈을 더욱 벌어지게 하였다. 이와 동시에 일련의 자연재해가 베트남 북방 지역을 덮쳤다. 홍수가 일어나 많은 촌장(村莊)을 파괴하니 농민들의 손실이 막중하였지만 찐장은 이를 구제하는 것을 거부하였다. 빈흐우 3년(1737년), 찐씨 정권은 극히 곤란한 지경에 처하여 관직과 작위를 팔아 재정을 유지하지 않을 수 없었다. 이러한 상황을 완화하기 위해 찐장은 정권이 총애하는 환관들에게 관리하는 일을 맡기도록 하였다.
빈흐우 6년 1월 6일(1740년 2월 3일), 태비(太妃) 부씨(武氏)의 지지 하에 찐장은 면직당하고 동생 찐조아인에게 전위하였으며, 자신은 태상왕(太上王)이 되었다.
까인흥 22년 12월 5일(1761년 12월 30일), 찐장이 사망하니 향년 51세(만 50세)였다. 시호를 이목(Di Mục/頤穆), 묘호를 유조(베트남어: Dụ Tổ / 裕祖)로 하였고, 순왕(베트남어: Thuận Vương / 順王)으로 존봉하였다. 찐 주의 왕들이 대대로 미자(美字)를 더하여 최종적으로 공양관혜순수휘가광연박후리도겸광선자개제후덕원모순왕(恭讓寬惠純粹輝嘉廣淵博厚履道謙光宣慈愷悌厚德遠謀順王)이 되었다.

## 가족 관계

### 조부모와 부모
- 조부 : 예조(베트남어: Duệ Tổ / 睿祖) 진광왕(베트남어: Tấn Quang Vương / 晉光王) 찐빈(베트남어: Trịnh Bính / 鄭柄 정병)
- 조모 : 자선태비(베트남어: Từ Tuyên Thái Phi / 慈宣太妃) 쯔엉 티 응옥쭈(베트남어: Trương Thị Ngọc Chử / 張氏玉杵 장씨옥저)
- 부친 : 희조(베트남어: Hy Tổ / 僖祖) 인왕(베트남어: Nhân Vương / 仁王) 찐끄엉(베트남어: Trịnh Cương / 鄭棡 정강)
- 모친 : 자덕태비(베트남어: Từ Đức Thái Phi / 慈德太妃) 부 티 응옥응우옌(베트남어: Vũ Thị Ngọc Nguyên / 武氏玉源 무씨옥원)

### 후비
| 봉호        | 시호                                     | 이름 (성씨)                                            | 별칭  | 생몰년도   | 국구 (장인/장모) | 비고 |
| ----------- | ---------------------------------------- | ------------------------------------------------------ | ----- | ---------- | ---------------- | ---- |
| 정비 (正妃) | 장숙태비 (Trang Thục Thái Phi /莊淑太妃) | 레 티 응옥타인 (Lê Thị Ngọc Thanh /黎氏玉淸 /여씨옥청) | [ 2 ] | ? ~ 1753년 | [ 3 ]            |      |

### 왕자
| - | 봉호                             | 시호 | 이름                           | 생몰년도        | 생모                    | 별칭  | 비고                 |
| - | -------------------------------- | ---- | ------------------------------ | --------------- | ----------------------- | ----- | -------------------- |
| 1 | 동군공 (Đồng Quận Công /桐郡公)  |      | 찐동 (Trịnh Đồng /鄭桐 /정동)  | ? ~ 1766년      |                         |       |                      |
| 2 | 안도왕 (Án Đô Vương /晏都王)     |      | 찐봉 (Trịnh Bồng /鄭槰 /정봉)  | 1749년 ~ 1791년 | 장숙태비 레 티 응옥타인 | [ 4 ] | 찐 주의 제13대 군주. |
| 3 | 정군공 (Trình Quận Công /程郡公) |      | 찐동 (Trịnh Đồng /鄭桐 /정동)  | ? ~ 1787년      |                         |       |                      |
| 4 | 기군공 (Kỳ Quận Công /棋郡公)    |      | 찐응오 (Trịnh Ngô /鄭梧 /정오) | ? ~ 1791년      |                         |       |                      |

### 왕녀
| - | 봉호                   | 시호 | 이름                                                      | 생몰년도 | 생모 | 부마  | 별칭 | 비고    |
| - | ---------------------- | ---- | --------------------------------------------------------- | -------- | ---- | ----- | ---- | ------- |
| 1 | 군주 (Quận Chúa /郡主) |      | 찐 티 응옥딘 (Trịnh Thị Ngọc Đĩnh /鄭氏玉梃 /정씨옥정)    |          |      |       |      | 요절함. |
| 2 | 군주 (Quận Chúa /郡主) |      | 찐 티 응옥찌엔 (Trịnh Thị Ngọc Chiên /鄭氏玉旃 /정씨옥전) |          |      | [ 5 ] |      |         |